# Bătălia de la Friedland
Bătălia de la Friedland a avut loc pe 14 iunie 1807 și a opus o armată franceză sub comanda Mareșalului Lannes, apoi a lui Napoleon I unei armate ruse, conduse de generalul Beningsen. Bătălia s-a încheiat cu victoria decisivă a francezilor, Rusia fiind silită să încheie pacea și să semneze Tratatul de la Tilsit, în același an.

## Desfășurare
După bătălia de la Heilsberg (10 iunie), francezii urmăresc armata rusă, Mareșalul Murat fiind trimis în avangardă spre Königsberg iar Lannes spre Friedland, pe unde rușii ar fi trebuit să treacă în mod obligatoriu dacă ar fi dorit să ajungă la Königsberg.
Conducând avangarda franceză, Lannes se ciocnește într-adevăr la 14 iunie, începând cu ora 3 dimineața, de întreaga armată rusă, dintre care o parte traversase râul  Alle. Aceștia din urmă nu profită însă de enorma lor superioritate numerică și Lannes rezistă pe poziții, primind ca întăriri în jurul orei 8 Corpul de armată al lui Mortier, urmat de cavaleria grea a lui Nansouty, dar în jurul orei 11, rușii tot aveau o superioritate numerică semnificativă (56 000 contra 25 000 de oameni). Sosit pe câmpul de bătălie în jurul amiezii împreună cu Mareșalul Ney și cu Corpul de armată al acestuia, Napoleon I dă noi dispoziții ofensive. Arzând de nerăbdare să treacă la atac, Ney se lansează cu atâta elan încât Împăratul exclamă: „Omul ăsta e un leu”. Spre orele 16, toate forțele franceze din sector erau regrupate, inclusiv Garda Imperială Franceză. Garda rusă călare se lansează în aceste momente la atac și dă peste cap diviziile Bisson și Marchand, producând panică în liniile franceze. Intervine însă salutar generalul Dupont, a cărui divizie îi salvează pe oamenii lui Ney. În același timp, o Mare Baterie comandată de generalul Sénarmont se desfășoară cu intrepiditate la mică distanță (între 400 și 120 de metri) de linia rusă și deschide un foc devastator asupra acestora, trăgând nu mai puțin de 2 600 de lovituri în 3 ore. Linia rusă cedează și o mare parte dintre soldați o rup la fugă, trecând podurile peste râul Alle, dar francezii bombardează aceste poduri care curând iau foc, prinzând o parte din armata inamică în capcană. Rușii sunt urmăriți îndeaproape până dincolo de Friedland, lăsând în urmă un număr mare de prizonieri.